# クルスク州への侵攻 (2024年)
ウクライナ軍によるクルスク州への侵攻は、ロシアのウクライナ侵攻下の2024年8月6日にウクライナが始め2025年5月25日までに撃退されたロシア西部クルスク州への越境攻撃。

## 概説
6日、数百人のウクライナ軍部隊がクルスク州スジャ付近を越境したとロシアが発表した。翌7日に同州に非常事態宣言が発出された。10日、ウクライナ大統領ウォロディミル・ゼレンスキーが越境攻撃を事実と認めた。ロシア国防省は11日、ウクライナ軍がロシア領内で最大30キロメートルは前進していると明かした。
アメリカのホワイトハウスのカービー大統領補佐官は8月15日の記者会見の中で、「われわれはここ数日間、（ロシアによる）核兵器に関する過激な言説も、われわれの戦略的抑止態勢に変更を迫るような事象も一切、見たり聞いたりしていない」と述べ、この時点でロシアが核兵器を使う準備の兆候は見られないことを明らかにしている。
8月15日までに、ウクライナ軍のシルスキー総司令官は、クルスク州に「駐屯司令部」を設けたほか、この時点でクルスク州の82の集落を掌握したことをゼレンスキー大統領に報告している。また、シルスキー総司令官は、越境攻撃を始めてからこの10日間で、国境から35キロの時点まで進み、この支配地域を拡大していることを主張した。しかし、アメリカのシンクタンクである「戦争研究所」によれば、ロシア軍が援軍を送り込む影響で、「ウクライナ軍の前進速度が落ちている」と指摘している。また、ウクライナの治安当局の関係者は、ロイター通信に対し、「クルスク州で14日、ウクライナ側が100人以上のロシア軍の兵士を捕らえた」と伝えている。
8月16日に、ウクライナ軍のシルスキー総司令官は、ロシアの西部にあるクルスク州において、ウクライナ軍が1キロから3キロにわたって、前進していることを明らかにした。テレグラムに動画を投稿したシルスキー総司令官は「全般的に状況は制御されており、全てが計画通りに実行されている」とも述べている。
一方でロシア国営のタス通信が、地元の治安当局の話として伝えたところによれば、「ウクライナ軍がクルスク地方のセイム川にかかる橋を破壊し、民間人の陸路避難を妨害している」という。また、ウクライナ空軍のオレシチュク司令官は、8月16日の夜にSNSで、その橋を破壊する空撮の映像を添付した上で、ロシアの南西部にあるクルスク州での越境作戦に従事していることを投稿した。それに、ロシアの独立系メディアである「バージニエ・イストーリー」はこの橋は「周辺地域のロシア軍部隊に弾薬や食料を渡すために使われていた」と伝えた。
この越境攻撃について、ウクライナのポドリャク大統領府顧問は8月16日、SNSで「公正な交渉プロセスに入るようロシアを説得するためだ」と投稿した。ただ、ロシアのパトルシェフ大統領補佐官は、同日にロシアの有力紙である「イズベスチヤ」のインタビューの中で「クルスク州での作戦は、NATO＝北大西洋条約機構と西側の特殊部隊も参加して計画された」と、欧米諸国によって、この越境攻撃を支援していると主張した。
また、ウクライナの軍事専門家であるオレクサンドル・ムシエンコはNHKのインタビューに「この作戦に参加しているのは、よく準備された旅団や部隊などだ。戦場で何が起きるかが分かっている」と、ロシア軍との戦闘を経験を積み重ねてきた精鋭部隊が投入していることを指摘した上で、「ウクライナ軍は攻撃を進めるにあたって、自国の無人機を使うだけでなく、妨害電波を出すなどの電子戦も展開し、ロシア軍の無人機を無力化する戦術もとった」とした。それに、今回の越境攻撃を仕掛ける前からロシアの領内にある航空基地などへの攻撃を継続したことについて、「越境攻撃に向けた準備のようなものだった」という見方を示した。そして、今回の越境攻撃の狙いについては「ウクライナ軍は東部での防衛だけでなく、優れた反攻作戦を行うこともできると世界に示した」と、「ウクライナの勝利を諦めるべきでないと世界に印象づける効果もあった」と指摘した上で「ウクライナ軍は『ロシア領内で戦闘を続けてはならない』とか『ロシア領内の軍事施設への攻撃に西側で製造されたミサイルを使用してはならない』といったレッドラインを打ち砕いた」と「欧米側がロシアとの緊張の高まりを避けるためなどとしてウクライナ側に示してきた制限が、撤廃される」ことに対して、期待を示した。
アメリカのCNNは、アメリカの当局者の話として、8月16日までに「ロシア軍が西部クルスク州に越境したウクライナ軍を撃退するため、前線から数千人の部隊を呼び戻している」ことを伝えているが、ウクライナの東部と南部の激戦地などに展開しているロシア軍は数十万人に上っていて、この配置転換はごく一部に過ぎないという。また、この越境攻撃はロシア軍の新兵も捕虜あるいは行方不明になっていたが、プーチン政権はその新兵を撤退せずに本土の防衛に使うことにしているという。
8月17日に、ウクライナのゼレンスキー大統領は、ビデオ演説の中で「作戦は想定どおりに進んでいる。陣地を強化するとともに、われわれの足場はますます強固になっている」と主張した。
8月18日に、ウクライナ空軍のオレシチュク司令官はロシア西部のクルスク州でセイム川にかかる別の橋を新たに攻撃したことを明らかにした。オレシチュク司令官は通信アプリの「テレグラム」において、「さらに一つ橋を減らした。空軍は精密爆撃によって敵の兵たん能力を奪い続けている」と攻撃の空撮映像とともに投稿した。
同日、アメリカのシンクタンクである「戦争研究所」は「ロシア軍に対して、戦略上の大きな圧力を生み出している」と指摘して、この作戦の継続によって「ロシア軍やプーチン政権に対する大きな圧力となる可能性が高い」と分析した。また、「戦争研究所」はウクライナ軍の目標について州都であるクルスクの占領ではなくて、ロシア軍の戦力分散に加え、プーチン大統領への政治的打撃などを狙った「戦略的なもの」と分析している。その一方で、ロシア軍は今の時点でウクライナ軍の前進を止めようとしている「最初の段階」だと指摘して、ロシア軍がプーチン大統領の権威を守るために、将来的にクルスク州の奪還作戦に乗り出すのは「ほぼ確実だ」と予測している。
8月19日に、ロシア国営テレビのキャスターが通信アプリ「テレグラム」に投稿したところによれば、ロシアの調査委員会のビデオ声明において、ウクライナ軍がこの8月18日にロシア西部にあるクルスク州のセイム川に架かっていた3本目の橋を破壊したという。この破壊された3本の橋は、クルスク州に展開しているロシア軍の物資輸送路であった。その3本目の橋が破壊されたグルシコボ地区はウクライナ北部にあるスムイ州に隣接しており、ウクライナ軍が掌握しているクルスク州のスジャの西方に位置しているという。
同日、ウクライナのゼレンスキー大統領は、通信アプリのテレグラムに投稿し、この越境攻撃について「目標を達成している」ことを強調している。また、ゼレンスキー大統領は、同日に行った演説の中で、ウクライナ軍がロシア西部にあるクルスク州への攻撃において、およそ1250平方キロの地域と合わせて92の集落を制圧したことを主張した。また、クルスク州と国境を接しているウクライナ北東部にあるスムイ州の国境地帯において、ロシア兵をほぼ排除したと述べた。
8月21日に、ロシアの中央選挙管理委員会は、この9月8日の統一地方選において、ロシア西部のクルスク州での7つの地区で投票を延期することを明らかにした。延期することになったのはスジャの町議選やコレネボの村長選などで、知事選については現時点で延期の予定はないとしている。
同日、ウクライナ軍はロシア西部のクルスク州での攻撃において、アメリカ製の高機動ロケット砲システムである「ハイマース」を使っていることを明らかにした。声明でウクライナ軍は「攻撃に米国製のハイマースが使用された」と明らかにしており、この声明は「西側諸国の兵器が今回の越境攻撃で使用された」とする初めての公式声明となった。実際、クルスク後方陣地とされる場所でHIMARSがミサイル攻撃を行ったのちISKANDER-Mとされるミサイルで破壊される映像がテレグラム等で確認されている。
2025年3月13日、ロシア軍がスジャを奪還。4月26日にロシア軍のワレリー・ゲラシモフ参謀総長がクルスク州完全奪還を宣言。依然一部地域で戦闘が続いていたが、5月25日にはロシア側ミルブロガーが最後の集落オレシュニヤをロシア軍が奪還したと報告した。
また、ウクライナ軍のクルスク戦線崩壊後ロシア軍は緩衝地帯を設けるためウクライナ領スームィ州に逆侵攻し、5月25日までに安定的な足場を築くことに成功してバシフカ、ノヴェンケ、ジュラフカ、ヴェセリフカを占領した。

## ロシア軍の反撃
9月10日にロシア軍が装甲車を突進させクレプナ川を渡河してウクライナ軍を押し除け、南へ6km以上前進。この日からクルスク方面のロシア軍による反撃が開始された。
増援のためウクライナ軍第45独立親衛特殊任務連隊と第106親衛空挺師団の一部がクルスク州に転身。
チェチェンアフマト部隊と海軍歩兵大隊の働きによりクラスヌクチャブリスコエ一帯の160人のウクライナ軍部隊が包囲の危険に晒された。
11日正午までにスナゴストを巡る戦闘中のウクライナ軍の一団が捕虜になった。
11日までに海軍歩兵がコレネフスキー地区から反撃を開始してスナゴスト付近まで前進。同日にロシア軍がグルシコフスキー地区から反撃を開始して38k-006付近まで前進し、ロシア軍はヴネザプノエとゴルデエフカを解放した。
19日にかけてウクライナ軍も反撃をしたものの、第106親衛空挺師団所属の部隊の複数両のBMD-2によるスナゴスト村への攻撃によって撃破され、ロシア軍に2km以上の突破を許している。　　　
この攻撃によってウクライナ軍は3km近く後退することになる。
10月8日に大韓民国の金龍顕国防部長官が、北朝鮮が兵士を派遣したとする分析結果を発表。約1万人の北朝鮮兵がクルスク州にてウクライナ軍と交戦し、12月には死者も初報告された。
10月11日、ロシア軍が焦点となっていたリュビモフカ村を北西の森林からリュビモフカ後背に突破してレオニドヴォへ大きく前進。ウクライナ軍の主要幹線道路であった38K-030が制圧された事でウクライナのクルスク左翼が崩壊し、コレネヴォ方向にいたウクライナ軍主力部隊の潰走を招く結果となった。
この攻撃によってロシア軍は直線距離最大10km以上の前進を1日で達成している。
10月15にまでにオブオフカから南のウクライナ軍は撃破され、国境までロシア軍に押し戻された。
11月中旬までに戦線の動きは少なく、実質的に膠着状態となっているとみられる。
12月に入るとロシア軍はウクライナ軍が占領しているスジャへの圧力を強めると共に、ウクライナ国境を越境しスームィへ逆侵攻を仕掛け3kmほど突破している。
12月16日ウクライナ特殊作戦軍はスームィ州に逆侵攻してきたロシア軍部隊について今月10日に特殊作戦軍が敵を排除したと明かした。
2025年に入っても戦闘は続いた。1月9日、負傷した北朝鮮兵2人がクルスク州でウクライナの捕虜となりキーウに送られた。2人のうち1人は、ロシアのトゥバ共和国の身分証明書を所持。2005年生まれで、2021年に北朝鮮の朝鮮人民軍に入隊していた。もう1人は1999年生まれ、2016年に同軍入隊の前哨狙撃兵で、身分証明書などは携帯していなかった。2人とも英語やロシア語、ウクライナ語による会話ができなかった。このうち20歳の捕虜は、尋問を通じて自身の所属を「偵察局第2大隊第1中隊」とし、北朝鮮から船舶でロシアに入り列車で移動したが、敵がウクライナだとは知らなかったと述べている。
1月23日、北朝鮮から派遣された推定1万1000人の兵のうち、約4000人が戦闘で被害を受けたと西側当政府の匿名の消息筋がBBCに語った。4000人のうち、約1000人が1月中旬までに戦死したと主張している。が、その後「撤退」したとされた後再投入された北朝鮮兵の規模を鑑みるとそれほど大きな損失を被ったとは考え難いとの推測が散見される。
2025年1月31日、ウクライナ軍の報道官は、クルスク州の前線で北朝鮮兵を「3週間見ていない」として、多大な損失を被ったため「撤退」したとの見方を示した。 また、韓国国家情報院は北朝鮮兵が姿を現さないことについて、多数の死傷者が発生したことが理由の一つとする見解を発表。なお、情報院は同年1月中旬時点の死傷者を約3000人とする推計を発表していた。
2025年、停戦交渉時の大きな焦点となると予想されるウクライナ軍のクルスク進出地域において、ロシアは奪還に向けて攻勢を開始。ロシア軍はオルロフカ等を奪還し他の方面でも2〜3kmほど前進し、ウクライナ軍を押し込んだ。
3月に入るとロシア軍は北部に位置するポグレブキ村を奪還。その後も進撃は止まることなくウクライナ軍の戦線が崩壊し始め、ロシア軍は3日から4日にかけて北部戦線において約3km前進。さらに5日から7日にかけてスジャ南部のクリロフカ村付近で戦線を約7km突破。クルスク後方にいるウクライナ軍部隊を寸断した。8日から11日にまでかけて北部に展開していたウクライナ軍はスジャ近郊まで撤退を開始。ウクライナ軍は北部で最大11km後退した。
3月12日、ロシア軍は前線全体で約3km前進しマフノフカ、ドミトリウコフ、カザチヤ・ロクニャなどの集落を奪還した。スジャ中心部にもロシア軍は浸透しており中心部でロシア兵が国旗を掲げる様子が確認された。
3月13日、ロシア軍がスジャを奪還した。ロシア軍参謀総長のワレリー・ゲラシモフは敵に占領された領土の86%以上を奪還したと発表した。同日、ロシア国防省はスジャの解放を発表した。
4月26日、ロシア軍のワレリー・ゲラシモフ参謀総長がクルスク州を完全に解放したとして奪回を宣言した。しかしウクライナ軍参謀本部は認めず、戦闘は続いていると主張した。
5月25日、ロシア人ミルブロガーRYBARがロシア軍がクルスク州で戦闘が続いているとされていた最後の集落オレシュニヤを奪還したと報告。また RYBARは緩衝地帯を得るためスームィ州にロシア軍が逆侵攻し4集落を占領したと主張していたが、これを否定してきたウクライナを代表する軍事ブロガーDEEP STATEは同日「ロシア軍が安定的な足場を築くことに成功してバシフカ、ノヴェンケ、ジュラフカ、ヴェセリフカを占領した」とRYBARの主張を認めた。

## 背景
2022年2月に全面的なウクライナ侵攻が始まって以来、ロシア領内への攻撃も相次いできた。2024年5月にはアメリカのバイデン政権が、同国供与の兵器でロシア領内を攻撃することを容認し、ドイツもこれに続いた。ただし今回の越境攻撃は、ウクライナ侵攻開始以後最大で前例のないものである。

## 影響

### 民間人の退避
ロシア国営タス通信の報道によれば、10日時点ですでにクルスク州から7万6000人以上の民間人が避難している。またベルゴロド州でも一部地域の住民の避難が始まったと、グラドコフ州知事が12日に明らかにした。

### クルスク原発
国境から約60キロメートルの地点にあるクルスク原子力発電所の制圧をウクライナ側が狙っているとの見方もあり、国際原子力機関（IAEA）がロシア、ウクライナ双方に自制を呼びかけた。

## 戦闘序列

### ロシア
- ロシア連邦軍
  -  ロシア陸軍
    -  モスクワ軍管区
      -  第1親衛戦車軍
        -  第47戦車師団
          - 第272自動車化狙撃連隊[6]

      -  第20親衛諸兵科連合軍
        - 第448弾道ミサイル旅団（ロシア語版、英語版）[91]
        -  第144親衛自動車化狙撃師団
          - 第488自動車化狙撃連隊[6]

    -  レニングラード軍管区
      -  第6諸兵科連合軍
        -  第138独立親衛自動車化狙撃旅団[6]
        - 第1009自動車化狙撃連隊[6]
        - 第1428自動車化狙撃連隊[6]
        - 第488自動車化狙撃連隊[6]

    -  南部軍管区
      -  第8親衛諸兵科連合軍
        -  第1軍団
          -  ピャトナシュカ旅団[92]
            - "Night Wolves" drone detachment[93]

    -  東部軍管区
      -  第35諸兵科連合軍
        -  第38独立自動車化狙撃旅団[6]
        -  第64独立自動車化狙撃旅団[6]

  -  ロシア空挺軍
    -  第98親衛空挺師団
      -  第217親衛空挺連隊[93]

  -  ロシア海軍
    -  沿岸防衛部隊（ロシア語版、英語版）
      - 第11軍団
        - 第18親衛自動車化狙撃師団[93]
        - 第79自動車化狙撃連隊[6]

    -  太平洋艦隊
      -  第155独立親衛海軍歩兵旅団[6]

    -  黒海艦隊
      -  第810独立親衛海軍歩兵旅団[6]

  -  NBC Protection Troops[94]
  -  特殊作戦軍[92]
  -  参謀本部情報総局
    -  GRUスペツナズ[92]
- ロシア連邦保安庁[10]
  -  ロシア国境軍[95]
- ロシア国家親衛隊
  -  Akhmat battalions[96]
  -  "Aida" Detachment[96]
  -  Alania Battalion
    -  Sarmat Battalion[97]

 ワグネル・グループ
- Arbat Special Purpose Battalion[93]
- Dikaya Division of Donbas[93][92]

 ロシア内務省

### ウクライナ
- ウクライナ軍
  -  ウクライナ陸軍
    -  西部作戦管区
      -  第22独立機械化旅団[100]
      -  第88独立機械化旅団[101]
      -  第49独立砲兵旅団[13]

    -  北部作戦管区
      -  第61独立機械化旅団[102]
        - 99th Mechanized Battalion[13]

      -  第27ロケット砲兵旅団[13]

    -  第10軍団
      -  第116独立機械化旅団[13]

    - 225th Separate Assault Battalion[103][104]

  -  ウクライナ空中機動軍
    -  第80独立空中強襲旅団[105][106]
    -  第82独立空中強襲旅団[107]

  -  ウクライナ無人システム部隊
    -  第14独立UAV連隊（ウクライナ語版）[105]
      -  3rd Battalion "Nachtigall"[108]

  -  ウクライナ国防省情報総局
    -  ジョージア軍団[109]

  -  ウクライナ領土防衛隊
    -  第241独立領土防衛旅団
      - 252nd Territorial Defense Battalion[1][110]